# Kolga (geslacht)
Kolga is een geslacht van zeekomkommers uit de familie Elpidiidae.

## Soorten
- Kolga hyalina Danielssen & Koren, 1879
- Kolga kamchatica Rogacheva, 2012
- Kolga nana (Théel, 1879)